# Cibogo (Cibogo)
Cibogo is een bestuurslaag in het regentschap Subang van de provincie West-Java, Indonesië. Cibogo telt 7719 inwoners (volkstelling 2010).